# Malintzin
Malintzin, znana też jako Malinali (Malinalli), La Malinche lub Doña Marina (hiszpańskie imię przyjęte na chrzcie) – tłumaczka i towarzyszka życia konkwistadora Hernána Cortésa.
Urodzona ok. 1505 r., data śmierci pozostaje sporna. Podaje się rok 1529, ale inne źródła wskazują, że żyła do 1551 r.

## Życiorys

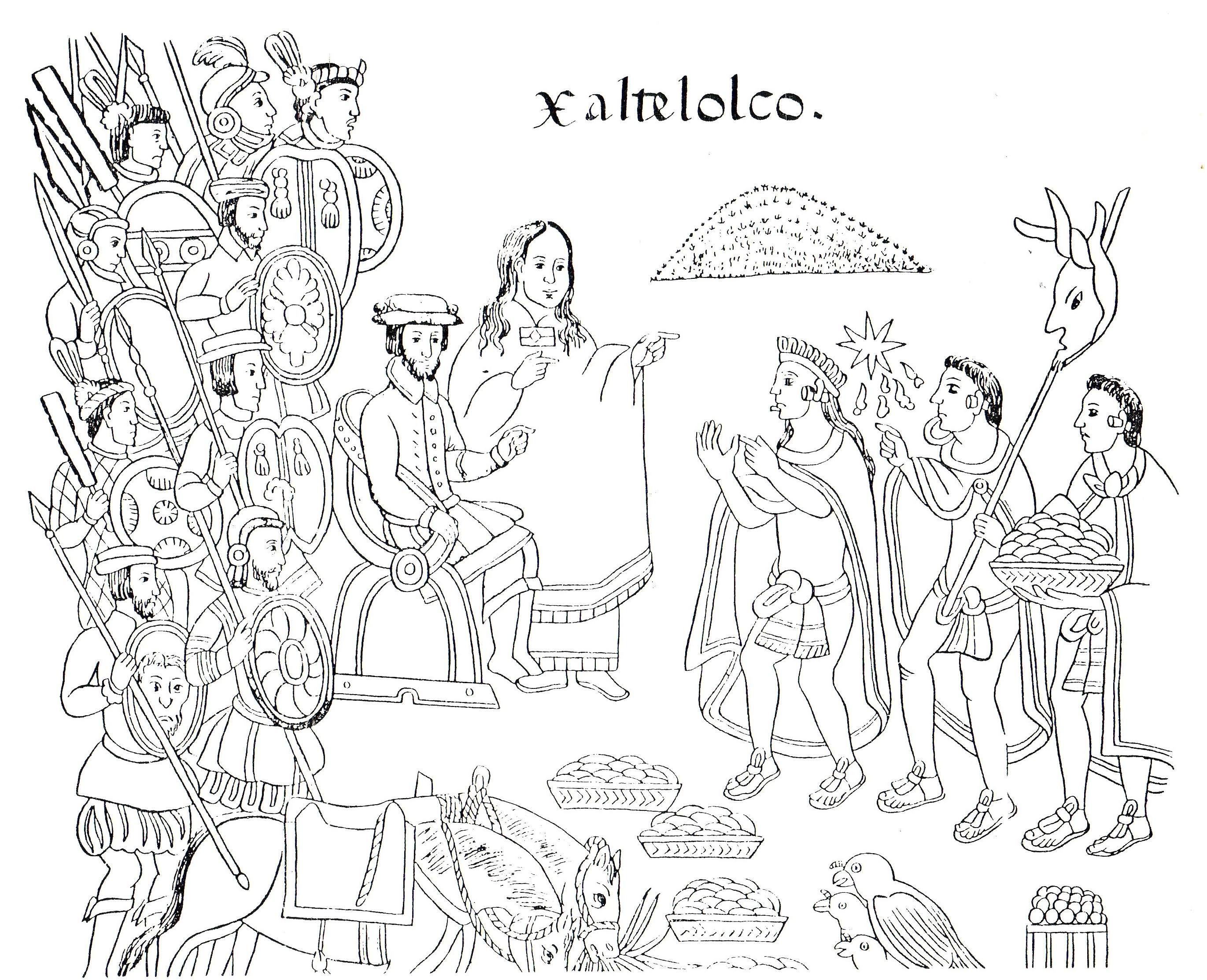
Malintzin i Hernán Cortés w Tlatelolco na ilustracji z History of Tlaxcala (wyd. 1585 r.)

Ojcem Malintzin był tlatoani Painali. Po śmierci ojca jej matka ponownie wyszła za mąż (zapewne z przyczyn politycznych), a córkę z pierwszego małżeństwa sprzedała (praktyka wówczas stosowana wśród ludów Meksyku). Malintzin znalazła się w Potonchan. Gdy Hernán Cortés przybył do Meksyku, wówczas spotkał się z lokalnym wodzem. Otrzymał od niego w podarunku między innymi grupę kobiet, wśród których była Malintzin. Znała ona język nahuatl (używany w imperium Azteków) oraz język Majów. Dotychczasowy tłumacz wyprawy Cortésa Gerónimo de Aguilar nie posługiwał się językiem nahuatl. Gdy Malintzin opanowała hiszpański, pośrednictwo Aguilara nie było już konieczne.
Marina urodziła Cortésowi syna Martina. Nie została jednak żoną Cortésa. Wyszła za mąż za innego konkwistadora – Juana Jaramilla. Owocem tego związku była córka. Niewiele wiadomo o dalszych losach Malintzin. Sporne pozostają nawet okoliczności i data jej śmierci.

## Ocena postaci
Powszechnie uważa się, że Marina odegrała znaczną rolę w podboju Meksyku. Jej znaczenie podkreśla naoczny świadek wydarzeń Bernal Díaz del Castillo. Pisze o niej z wielkim szacunkiem. Używa tytułu Doña, stosowanego wobec szlachty. Orzekł: "bez pomocy Donii Mariny nie rozumielibyśmy języka Nowej Hiszpanii i Meksyku". Ze słów pisanych innego konkwistadora  Rodrígueza de Ocana – Cortés miał stwierdzić, że swój sukces zawdzięcza Bogu, a zaraz potem Marinie.
Marina jest symbolem zdrady dla wielu współczesnych Meksykanów. Uważa się ją za kobietę, która zdradziła swój naród w celu zostania kochanką wroga. Jednak biografowie zwracają uwagę na to, iż ta interpretacja jest uproszczona. Malintzin nie mogła podjąć samodzielnej decyzji odnośnie do oddania jej Cortésowi. Tymczasem ówczesny zwyczaj nakazywał lojalność swojemu nowemu panu. Zwraca się również uwagę na jej rolę w negocjacjach, które pozwoliły ograniczyć krwawe starcia.